# 傻瓜龐克之機器人現形記
《傻瓜龐克之機器人現形記》（英語：Daft Punk's Electroma，或簡稱）是一部2006年法國和美國合拍的科幻片，由法國電子音樂二人組樂團傻瓜龐克執導（長片導演處女作），並與保羅·海恩（Paul Hahn）、塞德里克·埃爾韋（Cédric Hervet）共同撰寫劇本。該片由彼得·赫爾托（Peter Hurteau）和麥可·萊許（Michael Reich）主演，故事圍繞著兩名機器人為了成為人類所引發一連串的事件。
該片為傻瓜龐克繼MV集《一個關於狗、機器人、消防員和番茄的故事》（1999年）和電影《銀河生死戀5555》（2003年）後參與的第三部電影作品。此外，片中並未使用上傻瓜龐克的音樂作品。
《傻瓜龐克之機器人現形記》2006年5月21日在第59屆坎城影展的「導演雙週」單元上全球首映，2007年3月24日於法國上映。該片在影評界和觀眾間皆獲得了褒貶不一的評價，大多被批評其乏味的敘事和過於緩慢的步調，也因此導致部份坎城的觀眾中途離席；但該片的配樂和美麗的畫面則獲得了讚賞。之後，隨著時間的推進，《傻瓜龐克之機器人現形記》成為了受到粉絲所推崇的邪典电影。

## 劇情
從一荒野的岩壁前開始，戴著銀色頭盔及戴著金色頭盔的兩名英雄機器人開著一輛車牌記作的1987年法拉利412。沿途經過美國西南部的風景之後，兩人開車抵達加利福尼亞州因約縣的一個小鎮。該鎮的居民都是與兩人相同頭部的機器人，僅以不同的年齡階段、服裝和性別作區別。
兩名英雄機器人將開車開往一處高科技設施，並在那由全身白色的人員將液態乳膠倒在頭上。接著利用假五官及假髮將兩人的頭部塑造成人類臉孔的模樣，由此製成的人臉就如同傻瓜龐克成員湯瑪斯·本高特和蓋-馬努爾·德霍曼-克里斯托的滑稽版本。當兩人離開設施並走在街上時，鎮上的人們被他們的外表所震驚。鎮上的人們漸漸地開始追著兩人，而他們的臉則因陽光而開始融化。在公共廁所的掩護下，金色機器人丟棄了自己的白色外衣和被毀的面具，並鼓勵為此感到不捨的銀色機器人也這麼做。再次以機器人外表現身的兩人開始朝著鎮外進行漫長的徒步旅行，從晚上走到隔日的白天，且沿途還經過了荒涼的鹽盤。
在長時間行走之後，銀色機器人放慢速度並停下來，而意識到對方行為的金色機器人則回頭走向銀色機器人。銀色機器人在取下自己的夾克前持續盯著地面；之後他轉身離開另一名機器人，露出背上的一個開關，並要對方啟動它。金色機器人啟動該開關後，計時器開始倒數；當倒計時結束時，銀色機器人被炸成了碎片。剩下的金色機器人將銀色機器人的遺體碎片堆放在一起，之後繼續行走。一段時間後，金色機器人最終跪倒在地，並試圖啟動自己背上的開關，但手無法觸及。接著，他摘下自己的頭盔並將它用力打碎。使用其中一塊碎片作用取火鏡來將陽光聚焦後，金色機器人的手開始著火。最終，全身著火的金色機器人在黑暗中慢動作地朝著未知的方向行走。

## 演員
- 彼得·赫爾托（Peter Hurteau）飾演英雄機器人#1（銀色機器人）[7][8]
- 麥可·萊許（Michael Reich）飾演英雄機器人#2（金色機器人）[7][8]

## 製作

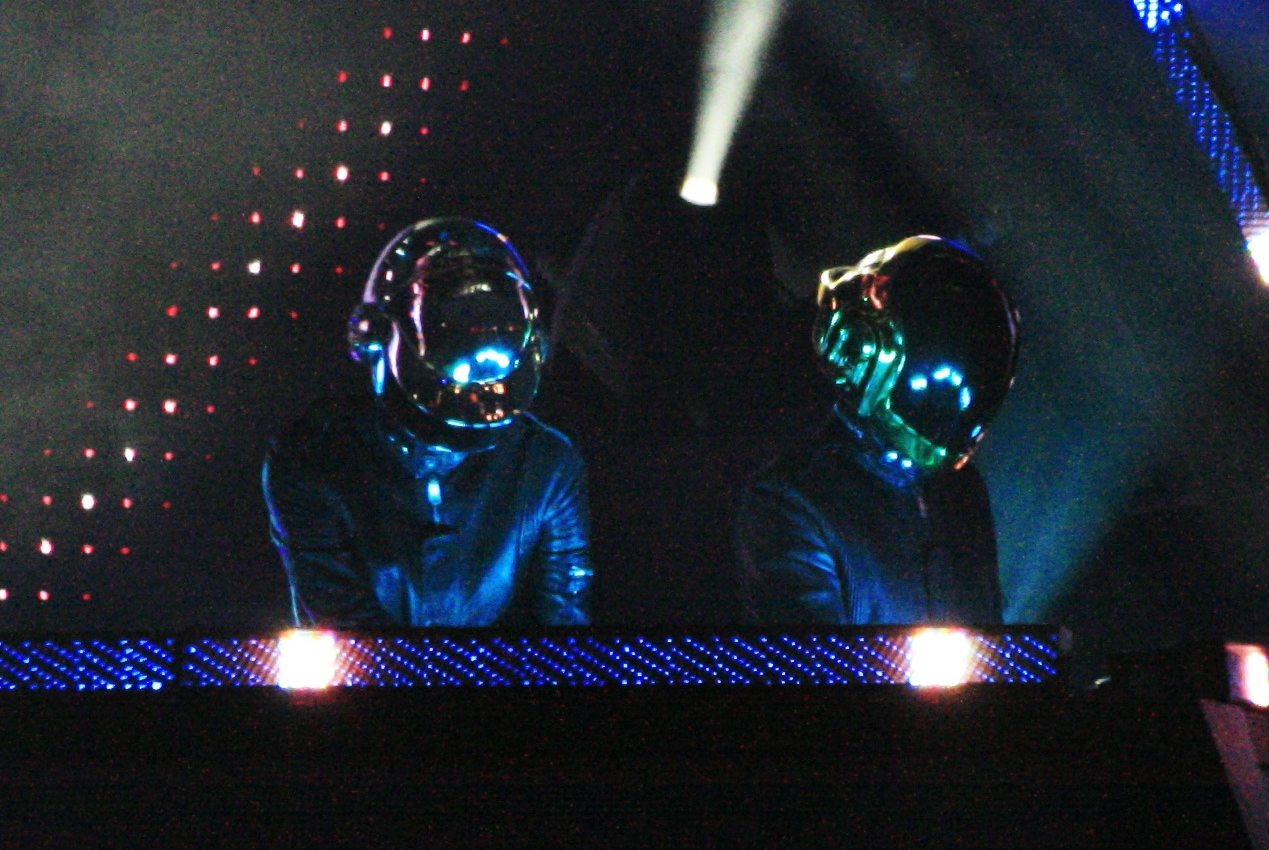
《傻瓜龐克之機器人現形記》由樂團傻瓜龐克所執導

法國電子音樂樂團傻瓜龐克先前的導演經驗包括歌曲〈Fresh〉、〈搖滾機器人〉及〈Technologic〉的MV。《傻瓜龐克之機器人現形記》的靈感來自兩人最初拍攝了歌曲〈回歸〉的MV後，他們想將其擴展至一部長片的內容。導演之一兼傻瓜龐克成員的蓋-馬努爾·德霍曼-克里斯托表示，《傻瓜龐克之機器人現形記》是專輯《回歸》的衍生影片作品：
我們並不緊張——製作一部全長的電影就像是一場夢。我們從未計劃要它發生，但在我們為我們上一張專輯執導影片後，我們決定繼續做下去。我們所拍攝的是動態的東西，所以這部電影就自然而然地產生了。我們沒有想太多。無論是製作音樂還是製作影片，無論我們做什麼，我們都能做得很快。當我們有個良好的工作動力時，那我們不需要問彼此太多的問題。
另一名導演兼傻瓜龐克成員的湯瑪斯·本高特也發表了對於製作該片的看法：「我們對於本片採用了與開始製作音樂時相同的方法，沒有任何規則或標準，採用自由的方式去嘗試你並不真正了解的新事物，還得從頭開始學起。」
《傻瓜龐克之機器人現形記》是由本高特使用柯達的35毫米所掌鏡拍攝。為了準備拍攝長片，他購買並閱讀了超過200本舊版的《American Cinematographer》雜誌。主要拍攝橫跨兩個月當中的11天，大多在加利福尼亞州進行。片中的許多場景發生於395號美國國道沿路的因約縣和獨立城，內景則都是在好萊塢中央製片廠的攝影棚拍攝。而機器人的設計及化妝則是由傻瓜龐克的長期合作者東尼·嘉德納與其公司Alterian, Inc.所負責。此外，該片除了預算不高外，還未使用任何的CGI處理。

## 音樂
雖然在過去的MV集《一個關於狗、機器人、消防員和番茄的故事》（1999年）和電影《銀河生死戀5555》（2003年）是為了專輯《家庭作业》和《发现》而參與製作，但傻瓜龐克在《傻瓜龐克之機器人現形記》的配樂中則完全沒有用上自己的作品。正如德霍曼-克里斯托所述：「我們出身自音樂背景，但在該片用的很少。」該片的配樂是由史蒂文·貝克（Steven Baker）所負責，並使用上了許多知名作曲家的歌曲。
| 曲目列表 | 曲目列表                                                  | 曲目列表           | 曲目列表 |
| 曲序     | 曲目                                                      | 演出者             | 时长     |
| -------- | --------------------------------------------------------- | ------------------ | -------- |
| 1.       | International Feel / Never Never Land（托德·朗德格倫）    |                    | 2:49     |
| 2.       | In Dark Trees（布萊恩·伊諾）                              |                    | 2:30     |
| 3.       | Billy Jack（寇帝·梅菲）                                   |                    | 6:07     |
| 4.       | Miserere A 9 Voci（葛利高里歐·阿雷格里）                  | A Sei Voci         | 14:33    |
| 5.       | Universe（塞巴斯欽·泰勒和馬蒂厄·托內蒂（Mathieu Tonetti））              |                    | 5:06     |
| 6.       | String Quartet Op 64 / 6: II A（約瑟夫·海頓）             | 高大宜弦樂四重奏團 | 5:03     |
| 7.       | If You Were My Man（琳達·佩哈斯）                         |                    | 3:31     |
| 8.       | No. 4 in E Minor [24 preludes, Op. 28]（弗雷德里克·蕭邦） | 亞當·哈拉塞維契    | 1:54     |
| 9.       | Dialogue（傑克森·C·法蘭克）                               |                    | 3:20     |
| 总时长： | 总时长：                                                  | 总时长：           | 44:50    |

## 發行
《傻瓜龐克之機器人現形記》2006年5月21日在第59屆坎城影展的「導演雙週」單元上首映。2007年3月底，該片在巴黎戲院進行了午夜放映。該片也於2007年5月11日加拿大蒙特婁的雙年展上放映。2007年6月7日、8日及7月4日，該片也分別在澳洲動態影像中心、倫敦的當代藝術學院（ICA）及柏林的基諾阿森納影廳（Kino Arsenal）放映。《傻瓜龐克之機器人現形記》於2007年7月開始在英國進行巡迴演出，10月在BBC電子音樂會上放映。2007年11月，的幾場深夜週末場次由於投票率和熱潮而將該片的放映期延長至2008年1月。2007年12月，《傻瓜龐克之機器人現形記》以豐田賽揚品牌系列贊助的獨立電影放映之旅的身份，陸續於西雅圖、紐約市、芝加哥、洛杉磯、亞特蘭大和奧斯汀放映。12月7日，《Vice》贊助該片在加拿大維多利亞、班夫、卡加利、溫尼伯、麥克墨雷堡、多倫多進行午夜場放映。該片於2008年1月進一步在多倫多渥太華和白馬市進行放映。
《傻瓜龐克之機器人現形記》的DVD於2007年6月6日澳大利亞首次發行，發行商為。DVD於2007年11月19日發行。2008年7月22日，Vice Records公司在北美發行了其DVD；之後，發行的藍光碟因「一個錯誤」的標記而被公司全數回收。該DVD還隨一本40頁的劇照冊子以藍光鐵盒版（SteelBook）的形式推出。《傻瓜龐克之機器人現形記》亦可透過Lycos Cinema的串流媒體平台上觀看標準或高畫質版本。其他可租借觀看的線上媒體平台包括iTunes Store和Tidal等。

## 反響
《傻瓜龐克之機器人現形記》在坎城影展上及正式發行後獲得的整體評價褒貶不一。該片在鏡頭技術和音樂配樂方面獲得了讚賞，且就算沒有對白也能使人理解其劇情，但也被批評其步調過於緩慢、甚至乏味。《綜藝》的萊絲莉·費潘金（Leslie Felperin）也將該片與葛斯·范桑的《痞子逛沙漠》（2002年）及文森·蓋洛的《棕兔》（2003年）作比較，這三部片皆有著步調緩慢且自命不凡的風格。據報導，片中兩名主角在橫越沙漠的橋段導致許多坎城的觀眾離席。對此，德霍曼-克里斯托表示：
有些人感到絕望，但那不是我們想要的。因為整部電影都沒有對白，所以這不僅僅是一個答案而是一個問題。我們想打上個問號，以便人們能將他們想要的事物投射到《傻瓜龐克之機器人現形記》上——有些人認為這很可悲，有些人卻很高興。每個人都不一樣。
該片在爛番茄網站上根據5篇專業評論而持有60%的新鮮度，平均得分5.5／10，評價兩極。《衛報》的安德魯·皮爾韋（Andrew Pulver）表示，該片的某些橋段相當有趣（如兩位主角將自己的頭部變成人類的臉孔），但也認為導演「並未搞懂敘事的重要性」，也因中段的極度沉悶（兩位主角在沙漠漫步一段）而失去了許多觀眾。《衝突雜誌》在評論中寫道：「就算是傻瓜龐克的頭號音樂粉絲也不一定意味著你會對他們的導演首作《傻瓜龐克之機器人現形記》有著同樣的崇拜。這是一部強烈專一且罔顧商業的電影，片中或在電影配樂上都沒有傻瓜龐克的影子。」
The Tyee網站的多蘿西·伍登德（Dorothy Woodend）給予該片肯定的評價，並在評論中寫道：「雖然片中充斥著陳詞濫調、誇張的音樂、籠統的攝影技巧和一些非常明顯的參照，但該片成功地讓人留下印象。」《紐約》的麥可·艾倫·康納利（Michael Alan Connelly）表示，與《2001太空漫遊》（1968年）相比，《傻瓜龐克之機器人現形記》更像是傻瓜龐克之前參與的《銀河生死戀5555》，並認為該片雖然是科幻題材，但其美麗的畫面和配樂更使人印象深刻。
本高特表示，對於電影的評價自己會全盤承擔：「當然，我們預計它不會比《迪斯可銀河大作戰》更受歡迎。該片是實驗性且難以欣賞的；不過，這是一部不需要用上你大腦的電影。」
截至2007年3月底，據報導，《傻瓜龐克之機器人現形記》在巴黎午夜場放映的反響相當正面。由於在該地區的放映非常受歡迎，以至於該片原先預定的短期放映期被延長至六個月。德霍曼-克里斯托表示：「我們很高興它已成為了一部午夜電影，而不僅僅是一週後就會從銀幕上消失的另一部電影。一般來說，我認為全世界都是一樣的，你能獲得所有的大片，如果電影欠佳，那一週後它便會從銀幕上消失。」之後，隨著時間的推進，《傻瓜龐克之機器人現形記》更成為了一部受到粉絲所推崇的邪典电影。

## 備註
1. ↑  全片並無對白[3]，但片中的歌曲及文字為英語。

## 外部連結
- 互联网电影数据库（IMDb）上《傻瓜龐克之機器人現形記》的资料（英文）
- AllMovie上《傻瓜龐克之機器人現形記》的资料（英文）
- 豆瓣电影上《傻瓜龐克之機器人現形記》的資料 （简体中文）